# La macchina per pensare
La macchina per pensare (Alla scoperta del cervello) è un saggio di Piero Angela che si propone di far comprendere al lettore le dinamiche del cervello e del comportamento. Il libro descrive la storia dell'evoluzione dell'uomo, dagli ominidi alle grandi scoperte ed invenzioni, quali il linguaggio ed il fuoco e ci prospetta il nostro futuro, sempre più ancorato alle tecnologie. Quindi è un viaggio guidato per conoscere le caratteristiche dell'intelligenza, della creatività, dell'astrazione e così via, raccontato con la solita chiarezza e semplicità.

## Descrizione dei capitoli
Il primo capitolo affronta la pregnante tematica dell'origine della vita. Quattro miliardi di anni fa nasce nel brodo primordiale una molecola in grado di auto-replicarsi che si chiama DNA. Questa molecola viene definita da Angela come il nostro più antico antenato, che nel corso del tempo ha scritto la storia della evoluzione. Angela si sofferma sulle combinazioni genetiche, anche quelle frutto di errori, per giustificare la vasta gamma di diversità biologica sulla quale poi ha operato la selezione. Successivamente chiarisce le caratteristiche dell'evoluzione darwiniana prendendo in considerazione anche le opinioni degli scienziati leggermente dissidenti o comunque critici, approfondisce il senso del materiale genetico e la qualità di adattamento all'ambiente. La parte finale del capitolo viene dedicata alla misteriosa estinzione dei dinosauri e all'evoluzione del comportamento.
Angela dedica il secondo capitolo all'origine del sistema nervoso e quindi alla capacità dell'organismo di memorizzare e di imparare. Angela descrive il moscerino della frutta utilizzato per i test e gli esperimenti genetici e successivamente i modelli degli istinti e dell'apprendimento negli animali (insetti), la vita sociale delle formiche, i duetti degli uccelli e le incredibili capacità mnemoniche di alcune specie animali tra cui la nocciolaia.
Nel terzo capitolo, Angela indaga sull'evoluzione cerebrale, sullo sviluppo del volume del cervello negli ominidi, sulla struttura del nostro cervello, sulla storia dei nostri antenati da Lucy in avanti fino all'Uomo di Neanderthal.
Nel quarto capitolo, Angela focalizza l'attenzione sulle origini del linguaggio dell'uomo e per fare questo attua paragoni e confronti con la struttura di altri animali. Angela guida per mano il lettore lungo il cammino che ha portato alla nascita del linguaggio emotivo e quello della parola regolati da parti diversi del cervello, sempre con un occhio rivolto a ciò che è innato e distinguerlo da quello che è acquisito. La parte centrale del capitolo è incentrata sulla scoperta del fuoco, sulle migrazioni preistoriche e sul confronto tra i patrimoni genetici.
Il quinto capitolo descrive i principi di formazione e di funzionamento dei neuroni ed affronta l'annoso problema del ruolo dell'eredità e dell'ambiente con un occhio di riguardo all'intelligenza.
Le modalità attraverso le quali vengono immagazzinate le informazioni e quindi i principi di funzionamento della memoria sono al centro del sesto capitolo, che affronta anche tematiche quali l'educazione ed il condizionamento.
Il settimo capitolo ci mostra uno spaccato del cervello nel quale risaltano alcune zone aventi il compito di presiedere a funzioni specifiche. Successivamente vengono descritte alcune attività cerebrali, quali l'intelligenza, la creatività, la fantasia, i meccanismi di catalogazione degli eventi mnemonici.
L'ottavo capitolo introduce il lettore nell'affascinante mondo dell'organizzazione fisica delle attività mentali e degli strumenti di indagine atti a svelarci i tanti misteri che ancora oggi circondano il cervello. Angela descrive le caratteristiche e le funzioni principali dei due emisferi.
Nel nono capitolo, Angela si occupa delle funzioni automatiche dell'organismo, quali la respirazione notturna e su quella parte del comportamento regolata dagli istinti. Successivamente Angela apre una parentesi sulla sociobiologia e sull'importante ruolo dei geni.
Il decimo capitolo introduce il tema dei rapporti di coppia, sia negli esseri umani sia negli animali, a fini riproduttivi, soffermandosi sulle ragioni comportamentali del maschio e della femmina.
Il linguaggio del corpo, le espressioni, i gesti, gli sguardi sono uno degli argomenti toccati da Angela nel capitolo undici. Angela esplora anche l'importanza della distanza per stabilire un rapporto personale e sociale e tutti i vari aspetti della comunicazione non verbale, quali l'aspetto fisico e gli abiti. Il capitolo si conclude con i temi della timidezza e della solitudine.
Il dodicesimo capitolo approfondisce il boom della terza età, il meccanismo della menopausa, l'invecchiamento cerebrale e la ginnastica cerebrale.
La microelettronica, l'automazione sfrenata, il Grande Fratello, l'evoluzione degli armamenti, lo spionaggio spaziale, una rete di comunicazione sempre più estesa e invasiva sono le tematiche principali del capitolo tredicesimo.
Tutto ciò che riguarda l'intelligenza artificiale, l'informatica, i rapporti e i paragoni fra uomo e macchina viene presentato nel capitolo quattordici.
Gli ultimi due capitoli si occupano prevalentemente di tutti quegli aspetti futuribili necessari ad una società tecnologizzata.

## Edizioni
- Piero Angela, La macchina per pensare (Alla scoperta del cervello), Milano, Garzanti, 1984 (1983),  pp. 286, cap. 16.